# Хейтинг-Схумахер, Ирма
Ирма Хейтинг-Схумахер (нидерл. Irma Heijting-Schuhmacher, 24 февраля 1925, Гиннекен и Бавел, Северный Брабант, Нидерланды — 8 января 2014, Австралия) — голландская пловчиха, двукратный призёр летних Олимпийских игр в Лондоне (1948) и Хельсинки (1952) в эстафете 4×100 вольным стилем.

## Спортивная карьера
Представляла клуб RDZ из Роттердама.
Выступая в спринтерской эстафете на чемпионате Европы в Монте-Карло, завоевала серебро. На летних Олимпийских играх в Лондоне (1948) стала шестой на дистанции 100 м вольным стилем с результатом 1.08,4, в эстафете 4×100 м выиграла бронзовую медаль.
На первенстве Европы по плаванию в Вене (1950) стала двукратной чемпионкой — на 100-метровке и в эстафете 4×100 м. Также стала серебряным призёром на дистанции 400 м вольным стилем. На своих вторых Олимпийских играх в Хельсинки (1952) стала обладательницей серебряной медали в эстафете 4×100 м, вслед за венгерками, установившими новый мировой рекорд. В личном зачете на 100-метровке заняла шестое место.
После замужества в 1952 г. эмигрировала в Австралию.